# WWC Aniversario
Aniversario è un evento in pay-per-view di wrestling organizzato annualmente dalla federazione World Wrestling Council (WWC) di Porto Rico per commemorare il proprio anniversario. La prima edizione si svolse nel 1983 per celebrare il decimo anniversario della fondazione della WWC nel 1973 come Capitol Sports Promotions. Vari titoli WWC vengono difesi durante l'evento, e l'edizione del 1986 incluse anche due match per l'NWA World Heavyweight Championship della National Wrestling Alliance. Celebri sono i sanguinosi scontri tra Carlos Colón e Abdullah the Butcher svoltisi nel corso della manifestazione. Pratica abituale è anche quella di dedicare una particolare edizione dello show a ex lottatori professionisti, come Bruiser Brody nel 2007 e Dutch Mantell nel 2019. Nel 2017 la WWC non organizzò l'evento a causa delle conseguenze dell'uragano Maria che aveva colpito Porto Rico. Le edizioni del 2020 e 2021 non furono disputate a causa delle restrizioni dovute alla pandemia di COVID-19. 

## Edizioni

### 1983
| N. | Risultato | Stipulazione             | Durata |
| -- | --- | ------------------------ | ------ |
| 1  | Miguel Pérez ha sconfitto Barrabas                                                                                            | Single match             | 3:42   |
| 2  | Pete Sanchez ha sconfitto Assassin #2                                                                                         | Single match             | 0:21   |
| 3  | Bob Sweetan ha sconfitto Gama Singh                                                                                           | Single match             | 6:27   |
| 4  | Hercules Ayala ha sconfitto The Iron Sheik                                                                                    | Single match             | 4:10   |
| 5  | Pierre Martel ha sconfitto Don Kent                                                                                           | Single match             | 8:28   |
| 6  | Abdullah Tamba ha sconfitto Gorilla Monsoon                                                                                   | Single match             | 1:11   |
| 7  | The Super Medics (campioni WWC Tag Team e Caribbean Tag Team) hanno sconfitto Chief Thundercloud & Chuy                       | Non-title tag team match | 6:02   |
| 8  | Pedro Morales (WWC North American Champion) ha sconfitto Ric Flair per squalifica                                             | Single match             | 11:28  |
| 9  | King Tonga (WWC Puerto Rico Heavyweight Champion) ha sconfitto Dory Funk Jr.                                                  | Single match             | 15:59  |
| 10 | Invader I ha sconfitto Ox Baker                                                                                               | Single match             | 8:32   |
| 11 | Kendo Nagasaki vs El Gran Apollo termina in pareggio per limite di tempo                                                      | Single match             | 20:00  |
| 12 | Carlos Colón (WWC Universal Heavyweight Champion) vs Harley Race (NWA World Champion) termina in pareggio per limite di tempo | Single match             | 60:00  |
| 13 | Mil Máscaras & Dos Caras hanno sconfitto The Infernos (Tim Tall Tree & Gypsy Joe)                                             | Tag team match           | 8:20   |
| 14 | André the Giant sconfigge Abdullah the Butcher per conteggio fuori dal ring                                                   | Single match             | 9:42   |

### 1984
| N. | Risultato | Stipulazione                                                  | Durata |
| -- | --- | ------------------------------------------------------------- | ------ |
| 1  | Joseph Savoldi ha sconfitto Buzz Sawyer                                                                                | Single match                                                  | 6:54   |
| 2  | Black Gordman ha sconfitto Jesus Castillo Jr.                                                                          | Single match                                                  | 7:46   |
| 3  | Leo Burke ha sconfitto Miguel Pérez                                                                                    | Single match                                                  | 8:00   |
| 4  | Dory Funk Jr. vs. Al Perez termina in pareggio per limite di tempo                                                     | Single match                                                  | 20:00  |
| 5  | Tom Lentz ha sconfitto Hercules Ayala                                                                                  | Single match                                                  | 3:03   |
| 6  | King Tonga & Daniel Martel sconfiggono The Sheepherders (Luke Williams & Butch Miller)                                 | Tag team match                                                | n/a    |
| 7  | Randy Savage ha sconfitto Pedro Morales (c)                                                                            | Single match per il WWC North American Championship           | 8:39   |
| 8  | Invader III ha sconfitto Aníbal (c)                                                                                    | Single match per il WWC World Junior Heavyweight Championship | n/a    |
| 9  | Hugo Savinovich sconfigge Barrabas Sr.                                                                                 | Lumberjacks match                                             | 12:11  |
| 10 | The Super Medics (Jose Estrada Sr., Johnny Rodz & Don Kent) sconfiggono Wahoo McDaniel, Mark & Jay Youngblood          | 3 vs. 3 tag team match                                        | 12:28  |
| 11 | Konga the Barbarian (c) sconfigge Invader I                                                                            | Single match per il WWC Puerto Rican Championship             | 5:00   |
| 12 | Abdullah the Butcher & Carlos Colón vs. Stan Hansen & Bruiser Brody - No contest. Entrambi i team vengono squalificati | Tag team match                                                | 14:11  |

### 1985
| N. | Risultato                                                                         | Stipulazione      | Durata |
| -- | --------------------------------------------------------------------------------- | ----------------- | ------ |
| 1  | Dory Funk Jr. vs. Sweet Brown Sugar                                               | Single match      | n/a    |
| 2  | The Road Warriors (Hawk & Animal) vs. The Fabulous Ones (Stan Lane & Steve Keirn) | Tag Team match    | n/a    |
| 3  | The Sheepherders (Butch Miller & Luke Williams) vs. Invader I & Invader III       | Barbed Wire match | n/a    |
| 4  | Abdullah the Butcher vs. Carlos Colón                                             | Single match      | n/a    |
| 5  | Kamala vs. Jimmy Valiant                                                          | Single match      | n/a    |
| 6  | NWA World Champion Ric Flair vs. Hercules Ayala                                   | Single match      | n/a    |

### 1986
L'evento si tenne in tre località diverse:
- Round 1: Ponce, Porto Rico presso il Juan Pachin Vicens Auditorium
- Round 2: Mayaguez, Porto Rico presso l'Isidoro Garcia Stadium
- Round 3: San Juan, Porto Rico presso l'Hiram Bithorn Stadium

19 settembre
| N. | Risultato                                                                    | Stipulazione                                                         | Durata |
| -- | ---------------------------------------------------------------------------- | -------------------------------------------------------------------- | ------ |
| 1  | Carlos Colón sconfigge Boris Zhukov                                          | WWC Universal Heavyweight Championship Tournament - Quarti di finale | n/a    |
| 2  | Abdullah the Butcher sconfigge Giant Baba per conteggio fuori dal ring       | WWC Universal Heavyweight Championship Tournament - Quarti di finale | n/a    |
| 3  | Terry Funk sconfigge Barry Windham                                           | WWC Universal Heavyweight Championship Tournament - Quarti di finale | n/a    |
| 4  | Rick Martel sconfigge Bruiser Brody a tavolino                               | WWC Universal Heavyweight Championship Tournament - Quarti di finale | n/a    |
| 5  | Ron Starr sconfigge Invader I                                                | WWC Universal Heavyweight Championship Tournament - Quarti di finale | n/a    |
| 6  | The Rock 'n' Roll RPMs (Mike Davis & Tommy Lane) vs. Chicky Starr & Al Perez | Tag Team match                                                       | n/a    |
| 7  | Super Medico sconfigge White Knight per decisione arbitrale                  | Single match                                                         | n/a    |
| 8  | Tony Atlas vs. Hiroshi Wajima                                                | Single match                                                         | n/a    |

20 settembre
| N. | Risultato                                        | Stipulazione                                                   | Durata |
| -- | ------------------------------------------------ | -------------------------------------------------------------- | ------ |
| 1  | Carlos Colón sconfigge Abdullah the Butcher      | WWC Universal Heavyweight Championship Tournament - Semifinale | n/a    |
| 2  | Terry Funk sconfigge Rick Martel                 | WWC Universal Heavyweight Championship Tournament - Semifinale | n/a    |
| 3  | Hiroshi Wajima sconfigge Huracan Castillo Jr.    | Single match                                                   | n/a    |
| 4  | Dory Funk Jr. vs. Giant Baba termina in pareggio | Single match                                                   | n/a    |
| 5  | Barry Windham sconfigge Boris Zhukov             | Single match                                                   | n/a    |
| 6  | Ric Flair (c) sconfigge Miguel Pérez Jr.         | Single match per l'NWA World Heavyweight Championship          | n/a    |

21 settembre
| N. | Risultati                                                               | Stipulazione                                               | Durata |
| -- | ----------------------------------------------------------------------- | ---------------------------------------------------------- | ------ |
| 1  | El Super Medico sconfigge Original Medico                               | Single match                                               | n/a    |
| 2  | Chicky Starr & Ron Starr (c) sconfiggono Mighty Igor & Miguel Pérez Jr. | Tag team match per i titoli WWC North American Tag Team    | n/a    |
| 3  | Al Perez sconfigge Barry Windham                                        | Single match                                               | n/a    |
| 4  | Abdullah the Butcher vs. Bruiser Brody termina in doppia squalifica     | Single match                                               | n/a    |
| 5  | The Rock 'n' Roll RPMs sconfiggono The Sheepherders                     | Tag team match per i titoli WWC Tag Team                   | n/a    |
| 6  | Invader I sconfigge Ric Flair (c) per squalifica                        | Single match per il titolo NWA World Heavyweight           | n/a    |
| 7  | Carlos Colón sconfigge Terry Funk                                       | WWC Universal Heavyweight Championship Tournament - Finale | n/a    |

### 1987
| N. | Risultati                                                                                       | Stipulazione                                                           | Durata |
| -- | ----------------------------------------------------------------------------------------------- | ---------------------------------------------------------------------- | ------ |
| 1  | Jorge Clemente sconfigge Domingo Robles                                                         | Single match                                                           | n/a    |
| 2  | Cipriano Armenteros sconfigge Armandito Salgado                                                 | Single match                                                           | n/a    |
| 3  | Miguel Pérez Jr. sconfigge The Crusher                                                          | Single match                                                           | n/a    |
| 4  | Hurucan Castillo sconfigge El Gran Mendoza (c)                                                  | Single match per il titolo WWC Junior Heavyweight Championship         | n/a    |
| 5  | The Fantastics (Fulton & Rogers) sconfiggono Buddy Roberts & Iceman King Parsons per squalifica | Tag team match                                                         | n/a    |
| 6  | Stan Hansen sconfigge The Missing Link per squalifica                                           | Single match                                                           | n/a    |
| 7  | Mark & Chris Youngblood sconfiggono The Hunters (Dale Veasey & Bob Brown) (c)                   | Tag team match per i titoli WWC Tag Team Championship                  | n/a    |
| 8  | Tony Atlas sconfigge The Iron Sheik                                                             | Single match                                                           | n/a    |
| 9  | The Road Warriors sconfiggono Terry & Dory Funk Jr. per squalifica                              | Tag team match                                                         | n/a    |
| 10 | Kareem Muhammad (c) sconfigge Mighty Igor                                                       | Single match per il titolo WWC Puerto Rico Heavyweight Championship    | n/a    |
| 11 | Bruiser Brody sconfigge Abdullah the Butcher per squalifica                                     | "Dog collar chain" match                                               | n/a    |
| 12 | TNT sconfigge Mr. Pogo                                                                          | Single match                                                           | n/a    |
| 13 | Carlos Colón sconfigge Hercules Ayala (c)                                                       | Barbed wire match per il titolo WWC Universal Heavyweight Championship | n/a    |
| 14 | Invader #1 sconfigge Chicky Starr                                                               | "Retirement vs. hair" match                                            | n/a    |

### 1988
| N. | Risultati                                                                                     | Stipulazione                                                      | Durata |
| -- | --------------------------------------------------------------------------------------------- | ----------------------------------------------------------------- | ------ |
| 1  | Dutch Mantel sconfigge Pez Whatley                                                            | Single match                                                      | n/a    |
| 2  | Mike Graham sconfigge Don Kent                                                                | Single match                                                      | n/a    |
| 3  | Jimmy Valiant & Rufus R. Jones sconfiggono The Wild Samoans per squalifica                    | Tag team match                                                    | n/a    |
| 4  | Ronnie Garvin sconfigge The Iron Sheik per conteggio fuori dal ring                           | Single match                                                      | n/a    |
| 5  | Ricky Santana (c) sconfigge Mr. Pogo                                                          | Single match per il WWC Puerto Rico Heavyweight Championship      | n/a    |
| 6  | Chicky Starr sconfigge Invader #3                                                             | Single match                                                      | n/a    |
| 7  | Wahoo McDaniel sconfigge Danny Spivey                                                         | Single match                                                      | n/a    |
| 8  | Buddy Landel (c) sconfigge TNT                                                                | Single match per il titolo WWC Caribbean Heavyweight Championship | n/a    |
| 9  | Carlos Colón sconfigge Hercules Ayala                                                         | "Fire" match                                                      | n/a    |
| 10 | Kamala sconfigge Jimmy Valiant                                                                | Single match                                                      | n/a    |
| 11 | Brad & Bart Batten sconfiggono The Sheepherders (Butch Miller & Luke Williams) per squalifica | Tag team match per i titoli WWC Tag Team Championship             | n/a    |
| 12 | Huracán Castillo & Miguel Pérez Jr. sconfiggono Bobby Jaggers & Dan Kroffat                   | "Hair vs. hair" tag team match                                    | n/a    |

### 1989
| N. | Risultati | Stipulazione                                                          | Durata |
| -- | --- | --------------------------------------------------------------------- | ------ |
| 1  | Los Mercenarios (Cuban Assassin & Jerry Morrow) sconfiggono The Caribbean Express (Miguel Pérez Jr. & Hurucan Castillo) (c) | Tag team match per i titoli WWC Caribbean Tag Team Championship       | n/a    |
| 2  | El Super Medico (c) sconfigge El Gran Mendoza                                                                               | Single match per il WWC Junior Heavyweight Championship               | n/a    |
| 3  | Invader III sconfigge Manny Fernandez per squalifica                                                                        | Single match                                                          | n/a    |
| 4  | Jimmy Valiant sconfigge Kareem Muhammad                                                                                     | Single match                                                          | n/a    |
| 5  | Kevin Von Erich sconfigge Ron Bass                                                                                          | Single match                                                          | n/a    |
| 6  | Chris & Mark Youngblood sconfiggono Rip Oliver & Abudha Dein (c)                                                            | Tag team match per i titoli WWC Tag Team Championship                 | n/a    |
| 7  | TNT sconfigge Chicky Starr                                                                                                  | "Gimmick vs. hair" match                                              | 4:57   |
| 8  | Invader I sconfigge Ivan Koloff (c)                                                                                         | "Russian chain" match per il WWC Puerto Rico Heavyweight Championship | n/a    |
| 9  | Carlos Colón sconfigge Steve Strong (c)                                                                                     | Barbed wire match per il WWC Universal Championship                   | n/a    |

### 1990
| N. | Risultati                                                                                        | Stipulazione                                                    | Durata |
| -- | ------------------------------------------------------------------------------------------------ | --------------------------------------------------------------- | ------ |
| 1  | Chris Youngblood sconfigge Chicky Starr                                                          | Single match                                                    | n/a    |
| 2  | Monster Ripper sconfigge Candi Divine (c)                                                        | Single match per il titolo AWA World Women's Championship       | n/a    |
| 3  | Super Medicos (WWC Tag Team Champions) sconfiggono Jacques & Raymond Rougeau                     | Tag team match                                                  | n/a    |
| 4  | Invader #1 (con Héctor Camacho & Robocop) mette KO Leo Burke (c) al quarto round                 | Match di pugilato per il WWC Caribbean Heavyweight Championship | n/a    |
| 5  | Zeus vs Abdullah the Butcher termina in doppio conteggio fuori dal ring                          | Single match                                                    | n/a    |
| 6  | Piratita Morgan & Espectrito sconfiggono Mascarita Sagrada & Aguilita Solitaria                  | Tag team match                                                  | n/a    |
| 7  | Scott Hall sconfigge Atkie Malumba per squalifica                                                | Single match                                                    | 4:57   |
| 8  | Rick Valentine sconfigge Mark Youngblood                                                         | Single match                                                    | n/a    |
| 9  | Huracán Castillo & Miguel Pérez Jr. (c) (con Robocop) sconfiggono The Cuban Assassin & Ron Starr | Tag team match per i titoli WWC Caribbean Tag Team              | n/a    |
| 10 | Carlos Colón (c) vs TNT termina in pareggio per limite di tempo                                  | Single match per il WWC Universal Heavyweight Championship      | 60:00  |

### 1991
| N. | Risultati | Stipulazione                                                      | Durata |
| -- | --- | ----------------------------------------------------------------- | ------ |
| 1  | Rod Price sconfigge Super Medic III (c)                                                                         | Single match per il WWC Caribbean Heavyweight Championship        | n/a    |
| 2  | Koko B. Ware sconfigge Galán Mendoza                                                                            | Single match                                                      | n/a    |
| 3  | Caribbean Express (Miguelito Pérez & Huracán Castillo Jr.) (c) sconfiggono The Samoan Swat Team (Fatu & Savage) | Single match per i titoli WWC Caribbean Tag Team Championship     | n/a    |
| 4  | Hugo Savinovich sconfigge Billy Joe Travis                                                                      | Special single match                                              | n/a    |
| 5  | El Bronco sconfigge Skandor Akbar                                                                               | Revenge match                                                     | n/a    |
| 6  | Monster Ripper sconfigge El Profe                                                                               | "Man vs. woman" match                                             | n/a    |
| 7  | Ricky Santana sconfigge Action Jackson                                                                          | "Loser leaves town" match                                         | n/a    |
| 8  | Invader #1 sconfigge Ronnie Garvin                                                                              | "Taped fist" match                                                | n/a    |
| 9  | TNT & Giant Warrior vs Demolition (Smash & Crush) termina in doppia squalifica                                  | Tag team match                                                    | n/a    |
| 10 | Dino Bravo sconfigge Carlos Colón (c) per decisione arbitrale. El Vikingo era l'arbitro speciale                | Single match per il titolo WWC Universal Heavyweight Championship | n/a    |

### 1992
| N. | Risultati                                                                            | Stipulazione                                               | Durata |
| -- | ------------------------------------------------------------------------------------ | ---------------------------------------------------------- | ------ |
| 1  | Ciclón Salvadoreño & El Vikingo sconfiggono Randy Rhodes & El Exotico per squalifica | Tag team match                                             | n/a    |
| 2  | El Vigilante sconfigge Victor Jovica                                                 | Single match                                               | n/a    |
| 3  | Rockin' Rebel sconfigge Greg Robertson                                               | Single match                                               | n/a    |
| 4  | Mark & Chris Youngblood sconfiggono Solid Gold                                       | Single match                                               | n/a    |
| 5  | Bronco #1 sconfigge Mohammad Hussein                                                 | Single match                                               | n/a    |
| 6  | Sasha & Amarillis sconfiggono Debbie Combs & La Tigresa                              | Tag team match                                             | n/a    |
| 7  | Rex King & Steve Doll (c) sconfiggono Joe & Dean Malenko                             | Tag team match per i titoli WWC Tag Team                   | n/a    |
| 8  | The Patriot sconfigge Nikolai Volkoff                                                | Single match                                               | n/a    |
| 9  | Canadian Giant sconfigge Atkie Malumba                                               | Single match                                               | n/a    |
| 10 | Miguel Pérez Jr. sconfigge Abdullah the Butcher per squalifica                       | Single match                                               | n/a    |
| 11 | Invader I sconfigge Carlos Colón (c)                                                 | Single match per il WWC Universal Heavyweight Championship | n/a    |

### 1993
| N. | Risultati                                                                                | Stipulazione                                               | Durata |
| -- | ---------------------------------------------------------------------------------------- | ---------------------------------------------------------- | ------ |
| 1  | El Bronco sconfigge El Exotico                                                           | Single match                                               | n/a    |
| 2  | The Bushwhackers (Bushwhacker Butch & Bushwhacker Luke) sconfiggono Warlord & Mr. Hughes | Tag team match                                             | n/a    |
| 3  | Madusa sconfigge Luna Vachon                                                             | Single match                                               | n/a    |
| 4  | Dusty Wolfe & Mohammad Hussein sconfiggono Jose Luis Rivera & Tiger Mike Anthony         | Tag team match per i titoli WWC Tag Team Championship      | n/a    |
| 5  | Johnny Ace sconfigge Doink the Clown                                                     | Single match                                               | n/a    |
| 6  | Dan Kroffat sconfigge La Ley                                                             | Single match                                               | n/a    |
| 7  | Hercules Ayala vs Abdullah the Butcher termina in doppia squalifica                      | Single match                                               | n/a    |
| 8  | Greg Valentine sconfigge Invader #1                                                      | Single match per il WWC Universal Heavyweight Championship | n/a    |
| 9  | Carlos Colón sconfigge Terry Funk                                                        | Single match                                               | n/a    |

### 1994
| N. | Risultati                                                                                             | Stipulazione                             | Durata |
| -- | --- | ---------------------------------------- | ------ |
| 1  | Chris Youngblood sconfigge Gama Singh                                                                 | Single match                             | n/a    |
| 2  | Miss Texas sconfigge La Tigresa                                                                       | Single match                             | n/a    |
| 3  | La Ley sconfigge Mohammad Hussein                                                                     | "Loser spends night in jail" match       | n/a    |
| 4  | Tahitian Warrior sconfigge Pulgarcito                                                                 | "Loser leaves town" match                | n/a    |
| 5  | Paco Lopez sconfigge El Exotico                                                                       | Single match                             | n/a    |
| 6  | Abdullah the Butcher sconfigge Mr. Hughes per squalifica                                              | Single match                             | n/a    |
| 7  | Ray Gonzalez & El Bronco (c) sconfiggono The Moondogs (Moondog Rex & Moondog Spot) per squalifica     | Tag team match per i titoli WWC Tag Team | n/a    |
| 8  | Invader #1 sconfigge Doomsday                                                                         | "Heart punch" match                      | n/a    |
| 9  | Dutch Mantel (WWC Universal Champion) vs Carlos Colón (WWC Television Champion) termina in no-contest | Single match                             | n/a    |
| 10 | Eddie Gilbert sconfigge Huracán Castillo Jr.                                                          | "Fire" match                             | n/a    |

### 1995
| N. | Risultati                                                                                             | Stipulazione                                                      | Durata |
| -- | --- | ----------------------------------------------------------------- | ------ |
| 1  | Black Georgie & Che Torres vs. El Pulpo Marín & Castro Salvaje                                        | Tag team match                                                    | n/a    |
| 2  | El Exotico & Jumping Joey Maggs vs. The Moondogs (Moondog Rex & Moondog Spot)                         | Tag team match                                                    | n/a    |
| 3  | The Patriot vs. Rex King                                                                              | Single match per il titolo TV Championship                        | n/a    |
| 4  | El Profe vs. Chicky Starr                                                                             | Single match                                                      | n/a    |
| 5  | Mascarita Sagrada vs. Piratita Morgan                                                                 | Midget match                                                      | n/a    |
| 6  | Octagoncito vs. Jerito Estrada                                                                        | Midget match                                                      | n/a    |
| 7  | Miss Texas vs. La Tigresa                                                                             | Women's Street Fight                                              | n/a    |
| 8  | Dutch Mantell vs. El Bronco                                                                           | Grudge match                                                      | n/a    |
| 9  | El Invader #1 & Huracán Castillo Jr. vs. "The Canadian Glamour Boys" (Sean Morley & Shane Sewell) (c) | Tag team match per i titoli WWC World Tag Team Championship       | n/a    |
| 10 | Carlos Colón (c) vs. Hercules Ayala                                                                   | Single match per il titolo WWC Universal Heavyweight Championship | n/a    |

### 1996
| N. | Risultati                                                                                  | Stipulazione       | Durata |
| -- | ------------------------------------------------------------------------------------------ | ------------------ | ------ |
| 1  | Carlos Colón sconfigge El Bronco                                                           | "Retirement" match | n/a    |
| 2  | Invader II & III sconfiggono The Southern Posse (Rick Thames & Sonny Trout) per squalifica | Tag team match     | n/a    |
| 3  | La Ley de Puerto Rico & Ray González sconfiggono Doug Furnas & Dan Kroffat                 | Tag team match     | n/a    |

### 1997
| N. | Risultati                                                                               | Stipulazione                                               | Durata |
| -- | --------------------------------------------------------------------------------------- | ---------------------------------------------------------- | ------ |
| 1  | Vampire Warrior sconfigge Herbert Gonzales                                              | Single match                                               | n/a    |
| 2  | El Profe & Rico Suave termina in no-contest                                             | "Barroom brawl" match                                      | n/a    |
| 3  | Skull Von Crush sconfigge Ram Man                                                       | Single match                                               | n/a    |
| 4  | Luna Vachon sconfigge La Tigresa                                                        | Single match                                               | n/a    |
| 5  | Ricky Santana sconfigge Mohammad Huseein                                                | "Flag" match                                               | n/a    |
| 6  | Invader I & II vs The Sheepherders (Butch Miller & Luke Williams) termina in no contest | "Barbed wire tornado" match                                | n/a    |
| 7  | Golden Boy sconfigge La Ley                                                             | "Mask vs. hair" match                                      | n/a    |
| 8  | Mark & Chris Youngblood sconfiggono Islanders (Tahiti & Kuhio) (c) a tavolino           | Tag team match per i titoli WWC Tag Team Championship      | n/a    |
| 9  | Carlos Colón sconfigge Abdullah the Butcher                                             | "Retirement" match                                         | 19:02  |
| 10 | Ray Gonzales (c) sconfigge Tom Brandi                                                   | Single match per il WWC Universal Heavyweight Championship | n/a    |

### 1998
| N. | Risultati                                                 | Stipulazione                                                 | Durata |
| -- | --------------------------------------------------------- | ------------------------------------------------------------ | ------ |
| 1  | El Roquero & Ritchie Santiago sconfiggono Espantos I & II | Tag team match                                               | n/a    |
| 2  | Jerry Estrada (c) sconfigge Black Boy                     | Single match per il WWC Junior Heavyweight Champion          | n/a    |
| 3  | Perfect 10 sconfigge Bret Sanders                         | Single match                                                 | n/a    |
| 4  | Invader II sconfigge Invader III                          | "Mask vs. mask" match                                        | n/a    |
| 5  | Pierroth Jr. vs Mil Máscaras termina in doppia squalifica | Single match per il titolo WWO Intercontinental Championship | n/a    |
| 6  | Glamour Boy Shane sconfigge Villano III (c)               | Single match per il WWC Puerto Rican Championship            | n/a    |
| 7  | Carlos Colón sconfigge Ray Gonzalez (c)                   | Single match per il WWC Universal Championship               | n/a    |
| 8  | Ricky Santana sconfigge El Texano                         | "Hair vs. hair" match                                        | n/a    |

### 1999
| N. | Risultati                                                             | Stipulazione                                                      | Durata |
| -- | --------------------------------------------------------------------- | ----------------------------------------------------------------- | ------ |
| 1  | Blackboy sconfigge Maelo Huertas & El Rockero                         | "Triangle" match per il WWC Junior Heavyweight Championship       | n/a    |
| 2  | El Nene sconfigge Jungle Jim Steele                                   | Single match                                                      | n/a    |
| 3  | Brandi Alexander sconfigge Malia Hosaka                               | Single match                                                      | n/a    |
| 4  | El Enjabanao Rabioso sconfigge Bouncer Bob                            | Single match                                                      | n/a    |
| 5  | Jose Rivera Jr. & Sr. sconfiggono Victor the Bodyguard & Dutch Mantel | Tag team match                                                    | n/a    |
| 6  | Atletico sconfigge Angelo                                             | Single match                                                      | n/a    |
| 7  | Carlos Colón sconfigge Ray Gonzalez (c)                               | Single match per il titolo WWC Universal Heavyweight Championship | n/a    |
| 8  | Mustafa Saed sconfigge Glamour Boy Shane (c)                          | Ladder match per il WWC Television Championship                   | n/a    |
| 9  | Invader #1 sconfigge Chicky Starr per squalifica                      | Single match                                                      | n/a    |
| 10 | Invader #1 sconfigge Invader del Milenio                              | Single match                                                      | 0:25   |
| 11 | Abdullah the Butcher sconfigge The Tower of Doom                      | "Lumberjacks with whips" match                                    | n/a    |

### 2000
| N. | Risultati                                                                         | Stipulazione                                               | Durata |
| -- | --------------------------------------------------------------------------------- | ---------------------------------------------------------- | ------ |
| 1  | Rico Suave & Atletico sconfiggono Joe Don Smith & Gran Artache                    | Tag team match                                             | n/a    |
| 2  | El Bronco sconfigge Invader III                                                   | Single match                                               | n/a    |
| 3  | Tony Atlas sconfigge Dutch Mantel                                                 | Single match                                               | n/a    |
| 4  | Eddie Colón sconfigge Jose Rivera Jr. per squalifica                              | Single match                                               | n/a    |
| 5  | Invader I vs Titan termina in doppia squalifica                                   | Single match                                               | n/a    |
| 6  | Octagoncito sconfigge Pierrothito                                                 | Single match                                               | n/a    |
| 7  | Barry & Kendall Windham sconfiggono The Public Enemy (Rocco Rock & Johnny Grunge) | Tag team match                                             | n/a    |
| 8  | Carlos Colón sconfigge One Man Gang                                               | Steel cage match                                           | n/a    |
| 9  | Carly Colón sconfigge Rey Gonzales (c)                                            | Single match per il WWC Universal Heavyweight Championship | n/a    |
| 10 | Abdullah the Butcher sconfigge Big Dick Dudley                                    | Single match                                               | n/a    |
| 11 | Thunder and Lightning sconfiggono The Pitbulls (#1 & #2)                          | Tag team match                                             | n/a    |

### 2001
| N. | Risultati                                                                                | Stipulazione                                              | Durata |
| -- | ---------------------------------------------------------------------------------------- | --------------------------------------------------------- | ------ |
| 1  | El Rockero, Mustafa Saed & Enjabonao sconfiggono Rex King, Rico Suave & Tahitian Warrior | 3 vs 3 match                                              | 12:15  |
| 2  | Bad Boy Bradley sconfigge Chris Grant (c)                                                | Single match per il WWC Television Championship           | n/a    |
| 3  | Astro Man vs El Bronco termina in doppia squalifica                                      | Single match                                              | 6:18   |
| 4  | Carlos Colón sconfigge Barrabas Sr. per squalifica                                       | Single match                                              | 5:17   |
| 5  | Barrabas Jr. sconfigge Eddie Colón                                                       | Single match                                              | 7:41   |
| 6  | Invader I sconfigge Fidel Sierra (c)                                                     | Single match per il WWC Puerto Rican Championship         | 10:53  |
| 7  | Konnan (c) sconfigge The Barbarian                                                       | Single match per il AAA Americas Heavyweight Championship | n/a    |
| 8  | Carly Colón & Rey Gonzales sconfiggono Thunder & Lightning                               | Tag team match                                            | 17:20  |
| 9  | El Nene sconfigge Super Gladiator (c)                                                    | Single match per il WWC Hardcore Championship             | 12:17  |
| 10 | Abdullah the Butcher sconfigge Big Hail per squalifica                                   | Single match                                              | 6:53   |

### 2002
| N. | Risultati | Stipulazione                                          | Durata |
| -- | --- | ----------------------------------------------------- | ------ |
| 1  | Brent Dail sconfigge Mr. Casanova                                                                            | "Loser wears a dress" match                           | n/a    |
| 2  | Sexy Marie sconfigge Ruben Pacino                                                                            | Single match                                          | n/a    |
| 3  | Super Gladiator II sconfigge Bronco                                                                          | Single match                                          | n/a    |
| 4  | Tommy Diablo sconfigge Frankie Capone, Kid Romeo & Damian Steele                                             | "Four corners" match                                  | n/a    |
| 5  | Fidel Sierra & Ricky Santana sconfiggono Rico Suave & Wilfredo Alejandro                                     | Tag team match                                        | n/a    |
| 6  | Carly Colón sconfigge Konnan per squalifica                                                                  | Single match per il titolo WWC Universal Championship | 8:35   |
| 7  | Eddie Colón (WWC Junior Heavyweight Champion) sconfigge Kid Kash (XWF Cruiserweight Champion) per squalifica | Single match                                          | 13:02  |
| 8  | British Storm (XWF Heavyweight Champion) sconfigge Super Gladiator I                                         | Single match                                          | 9:36   |
| 9  | Thunder and Lightning (c) vs Carlos Colón & Abdullah the Butcher termina in doppia squalifica                | Tag team match per i titoli WWC Tag Team              | 7:18   |
| 10 | The Nasty Boys (Brian Knobbs & Jerry Sags) (c) sconfiggono Los Reggaetones                                   | Tag team match per gli XWF Tag Team Championship      | n/a    |

### 2003
| N. | Risultati                                                                | Stipulazione                                                   | Durata |
| -- | ------------------------------------------------------------------------ | -------------------------------------------------------------- | ------ |
| 1  | Brent Dail & Rico Suave sconfiggono New York Hit Squad II & Marcus Falk  | Tag team match                                                 | n/a    |
| 2  | Vengador Boricua sconfigge Chris Candido (c)                             | Single match per il WWC Television Championship                | n/a    |
| 3  | Jose Rivera Jr. sconfigge Alex Montalvo (c)                              | Single match per il titolo WWC Junior Heavyweight Championship | n/a    |
| 4  | Bronco I sconfigge Victor Jovica                                         | "Loser leaves town vs. company ownership" match                | n/a    |
| 5  | Fidel Sierra & Ricky Santana sconfiggono Broncos II & III (c)            | Tag team match per i WWC Tag Team Championship                 | n/a    |
| 6  | Pablo Marquez sconfigge Diabolico                                        | Single match                                                   | n/a    |
| 7  | Carly Colón sconfigge Mike Awesome                                       | Single match                                                   | n/a    |
| 8  | Eddie Colón sconfigge Dominican Boy                                      | "Stacy Colón's hair vs. mask" match                            | n/a    |
| 9  | Carlos Colón sconfigge Abdullah the Butcher per conteggio fuori dal ring | Single match                                                   | n/a    |
| 10 | Thunder vs Lightning termina in no contest                               | Single match                                                   | n/a    |

### 2004
| N. | Risultati                                                            | Stipulazione                                            | Durata |
| -- | -------------------------------------------------------------------- | ------------------------------------------------------- | ------ |
| 1  | Kid Kash sconfigge Maniac (c)                                        | Single match per il WWC Junior Heavyweight Championship | n/a    |
| 2  | Rico Suave sconfigge Mike Youngblood                                 | Single match                                            | n/a    |
| 3  | El Cabellero Misterioso sconfigge Dallas                             | Single match                                            | n/a    |
| 4  | Vengador Boricua sconfigge Super Gladiator                           | Single match                                            | n/a    |
| 5  | Delta Force (c) sconfiggono Alex Montalvo & Chris Joel               | Tag team match per i WWC Tag Team Championship          | n/a    |
| 6  | Chicky Starr sconfigge Diabolico                                     | Single match                                            | n/a    |
| 7  | Eric Alexander sconfigge Abyss                                       | Single match                                            | n/a    |
| 8  | Abdullah the Butcher (c) sconfigge Nene per conteggio fuori del ring | Single match per il WWC Universal Championship          | n/a    |
| 9  | Huracan Castillo sconfigge Bronco I per squalifica                   | Single match                                            | n/a    |
| 10 | Carly Colón sconfigge Eddie Colón                                    | Single match                                            | 30:00  |

### 2005
Questa edizione fu dedicata alla leggenda WWC Isaac Rosario.
| N. | Risultati                                                            | Stipulazione                                                      | Durata |
| -- | -------------------------------------------------------------------- | ----------------------------------------------------------------- | ------ |
| 1  | "Mr.450" Hammett sconfigge Chris Joel                                | Single match                                                      | n/a    |
| 2  | Genesis & Sexy Marie sconfiggono Lady Demonique & Sexy Juliette      | Tag team match                                                    | n/a    |
| 3  | Stefano sconfigge Superstar Romeo                                    | Single match per il titolo WWC Junior Heavyweight Championship    | n/a    |
| 4  | Gran Goliath sconfigge Ash                                           | Single match                                                      | n/a    |
| 5  | Derrick King & Stan Lee sconfiggono Vengador Boricua & Joe Bravo (c) | Tag team match per i WWC World Tag Team Championship              | n/a    |
| 6  | Abbad sconfigge Brent Dail (c)                                       | Single match per il WWC Puerto Rico Heavyweight Championship      | n/a    |
| 7  | Rico Suave vs Dr. Cesar Vargas termina in no-contest                 | Single match                                                      | n/a    |
| 8  | El Bronco sconfigge El Diamante                                      | Single match                                                      | n/a    |
| 9  | Abdullah the Butcher sconfigge TNT                                   | Single match                                                      | n/a    |
| 10 | Bryan sconfigge Eddie Colón                                          | Single match per il titolo WWC Universal Heavyweight Championship | n/a    |
| 11 | Carlito sconfigge Shane                                              | Single match                                                      | n/a    |

### 2006
Questa edizione fu dedicata a Jose Rivera Sr.
| N. | Risultati                                                                             | Stipulazione                                               | Durata |
| -- | ------------------------------------------------------------------------------------- | ---------------------------------------------------------- | ------ |
| 1  | Jose Rivera Jr. sconfigge Brent Dail (c)                                              | Single match per il WWC Junior Heavyweight Championship    | 9:32   |
| 2  | Fidel Sierra & Ricky Santana sconfiggono Hannibal & Jason X per squalifica            | Single match                                               | 12:17  |
| 3  | Demonique & La Bella Carmen sconfiggono Black Rose & Genesis                          | Tag team match                                             | 9:53   |
| 4  | Abbad vs Orlando Jordan termina in no-contest                                         | Single match                                               | 12:37  |
| 5  | Chris Joel & Hurricane Castillo Jr. sconfiggono Tim Arson & "Mr. Hardcore" Rico Suave | Single match                                               | n/a    |
| 6  | Fire Blaze sconfigge Alex Montalvo                                                    | Single match                                               | 9:56   |
| 7  | Fire Blaze sconfigge Victor Jovica per squalifica                                     | Single match                                               | 3:23   |
| 8  | Bronco sconfigge Eddie Colón per squalifica                                           | Single match                                               | 10:23  |
| 9  | Bryan sconfigge Black Pain (c)                                                        | Single match per il WWC Universal Heavyweight Championship | 14:07  |
| 10 | Carlito sconfigge X-Pac                                                               | Single match                                               | 12:39  |

### 2007
L'edizione del 2007 fu dedicata alla memoria di Bruiser Brody. Si svolse in due location differenti: la prima sera nel Coliseo de Puerto Rico José Miguel Agrelot a San Juan (Porto Rico), e il giorno dopo nello Sports and Recreation Palace a Mayagüez, Porto Rico.
13 luglio
| N. | Risultati                                                                | Stipulazione                                                      | Durata |
| -- | ------------------------------------------------------------------------ | ----------------------------------------------------------------- | ------ |
| 1  | Big Vito sconfigge Joey Mercury                                          | Single match                                                      | 7:45   |
| 2  | Barrabás Jr. & Crazy Rudy sconfigge Huracán Castillo & Rico Suave        | Tag team match                                                    | 4:09   |
| 3  | Eddie Colón vs Christian Cage termina in doppio conteggio fuori dal ring | Single match                                                      | 16:14  |
| 4  | Carlos Colón & Barrabás sconfiggono Jose Estrada Sr. & Victor Jovica     | Legends match                                                     | 9:22   |
| 5  | Apolo (c) sconfigge Goldust                                              | Single match per il titolo WWC Universal Heavyweight Championship | 7:04   |
| 6  | Fidel Sierra e Ricky Santana dichiarati entrambi vincitori               | Bruiser Brody Cup Battle Royal                                    | n/a    |
| 7  | El Bronco sconfigge Fire Blaze e vince la sua maschera                   | Mask and Retirement vs. Retirement match                          | 12:03  |
| 8  | Sabu sconfigge Abyss                                                     | Hardcore match                                                    | 8:01   |
| 9  | Thunder and Lightning sconfiggono Bryan & Black Pain                     | Tag team match                                                    | 9:52   |
| 10 | Carlito sconfigge Scott Hall                                             | Single match                                                      | 8:33   |

14 luglio
| N. | Risultati | Stipulazione                                                     | Durata |
| -- | --- | ---------------------------------------------------------------- | ------ |
| 1  | Big Vito vs. Abyss                                                                                                   | Single match                                                     | n/a    |
| 2  | Chris Joel vs. El Bronco                                                                                             | Single match                                                     | n/a    |
| 3  | Big Vito vs. Bryan                                                                                                   | Single match                                                     | n/a    |
| 4  | Big Vito vs. Bryan                                                                                                   | Single match                                                     | n/a    |
| 5  | Ricky Santana & Fidel Sierra vs. Slam Shady & Voodooman                                                              | Tag team match                                                   | n/a    |
| 6  | Noriega vs. Ash Rubinsky                                                                                             | Single match                                                     | n/a    |
| 7  | Thunder and Lightning vs. Abyss & Black Pain                                                                         | Single match                                                     | n/a    |
| 8  | Christian Cage vs. Fire Blaze                                                                                        | Single match                                                     | n/a    |
| 9  | Carlos Colón, Crazy Rudy, Barrabás & Barrabás Jr. vs. Victor Jovica, Jose Estrada Sr., Huracán Castillo & Rico Suave | 3 vs 3 tag team match                                            | n/a    |
| 10 | Eddie Colón vs. Sabu                                                                                                 | Single match                                                     | n/a    |
| 11 | Razor Ramon sconfigge Carlito e Apolo (c)                                                                            | 3-Way Dance per il titolo WWC Universal Heavyweight Championship | n/a    |

### 2008
Nel corso dell'evento si svolse la cerimonia di addio al ring di Carlos Colón, che vide la partecipazione di Chicky Starr, Harley Race, Jose Rivera Sr. e Abdullah the Butcher.
| N. | Risultati                                                                                               | Stipulazione                                                 | Durata |
| -- | --- | ------------------------------------------------------------ | ------ |
| 1  | Eugene sconfigge Steve Corino                                                                           | Single match                                                 | n/a    |
| 2  | Los Gemelos D'Jours sconfiggono Texas Outlaws (c) (Todd Dean & Bad Boy Bradley)                         | Tag team match per il titolo WWC Tag Team Championship       | n/a    |
| 3  | Eddie Colón sconfigge Trevor Murdoch                                                                    | Single match                                                 | n/a    |
| 4  | Shane Twins con Barrabas sconfiggono Thunder & Lightning                                                | Tag team match                                               | n/a    |
| 5  | Bobby Lashley sconfigge Rhino                                                                           | Single match                                                 | n/a    |
| 6  | BJ sconfigge Tommy Diablo, Rico Suave, Crazy Rudy, Fidel Sierra, Jose Rivera Jr. & Huracán Castillo Jr. | Sfida aperta per il WWC Puerto Rico Heavyweight Championship | n/a    |
| 7  | Noriega sconfigge Orlando Colón                                                                         | WWC Universal Heavyweight Championship Tournament            | n/a    |
| 8  | Ray González sconfigge Carlito                                                                          | Single match                                                 | n/a    |

### 2009
Questa edizione fu dedicata all'ex annunciatore WWC e WWE Hugo Savinovich.
| N. | Risultati                                                                                                   | Stipulazione                                                 | Durata |
| -- | --- | ------------------------------------------------------------ | ------ |
| 1  | El Sensacional Carlitos sconfigge Johnny Styles, Tommy Diablo, Chicky Starr, Angel, Ricky Reyes & Hiram Tua | X match per il WWC Junior Heavyweight Championship           | n/a    |
| 2  | Idol Stevens (c) sconfigge Shane Sewell                                                                     | Single match per il WWC Puerto Rico Heavyweight Championship | n/a    |
| 3  | Traci Brooks sconfigge ODB                                                                                  | Single match con Stacey Colon come arbitro speciale          | n/a    |
| 4  | El Bronco sconfigge Crazy Rudy                                                                              | Single match                                                 | n/a    |
| 5  | Umaga sconfigge Mr. Kennedy                                                                                 | Single match                                                 | n/a    |
| 6  | BJ sconfigge Steve Corino (c)                                                                               | Single match per il WWC Universal Heavyweight Championship   | n/a    |
| 7  | Thunder and Lightning sconfiggono The Colóns (Eddie & Carlito)                                              | Tag team match                                               | n/a    |
| 8  | Ray González sconfigge La Pesadilla                                                                         | Mask vs Hair match con Félix Trinidad come arbitro speciale  | n/a    |

### 2010
Questa edizione fu dedicata alla memoria di Pedro Huracan Castillo. L'evento si celebrò presso il Coliseo Ruben Rodriguez a Bayamon, Porto Rico.
| N. | Risultati | Stipulazione                                                                                        | Durata |
| -- | --- | --------------------------------------------------------------------------------------------------- | ------ |
| 1  | Chris Joel sconfisse Joe Don Smith, Lynx, El Niche, Los Gemelos D'Jours, Rikochet, Angel & Tommy Diablo | Puerto Rico Open Challenge: per determinare lo sfidante numero 1 al titolo                          | n/a    |
| 2  | Hiram Tua sconfigge Noriega | n/a                                                                                                 | n/a    |
| 3  | Black Pain sconfigge Tony Atlas | Special Challenge                                                                                   | n/a    |
| 4  | Shelton Benjamin sconfigge Primo Colon | n/a                                                                                                 | n/a    |
| 5  | Mickie James sconfigge ODB | Diva vs Knockout                                                                                    | n/a    |
| 6  | Ray González sconfigge Scott Steiner | Single match per il WWC Universal Heavyweight Championship con Ricky Banderas come arbitro speciale | n/a    |
| 7  | Orlando Colon sconfigge El Sensacional Carlitos (c) | Single match per il Puerto Rico Heavyweight Championship                                            | n/a    |
| 8  | Thunder & Lightning sconfiggono Abbad & Idol Stevens (c), El Fenomeno Illegal (BJ & Chicano) | Triple treat match per il WWC Tag Team Championship                                                 | n/a    |
| 9  | Carlito sconfigge Orlando Colon per conteggio fuori dal ring; Booker T vs. Carlito termina in no contest perché l'arbitro viene messo KO; Ricky Banderas sconfigge Carlito dopo essersi rivelato terzo avversario a sorpresa | Three faces of death match                                                                          | n/a    |

### 2011
L'evento fu dedicato alla memoria dell'ex WWC Universal Champion Hercules Ayala.
15 luglio
| N. | Risultati                                                                                     | Stipulazione                                            | Durata |
| -- | --------------------------------------------------------------------------------------------- | ------------------------------------------------------- | ------ |
| 1  | El Invader #1 & El Sensacional Carlitos sconfiggono "The Precious One" Gilbert & Chicky Starr | Tag team match                                          | n/a    |
| 2  | Carlito & Eddie Colon sconfiggono Abyss & El Bufalo Bison                                     | Tag team match                                          | n/a    |
| 3  | Black Pain sconfigge Mr. Big                                                                  | Single match                                            | n/a    |
| 4  | Lynx & El Niche (c) sconfiggono Chavo Guerrero & Orlando Colon                                | Tag team match per i WWC Tag Team Championship          | n/a    |
| 5  | Sarita sconfigge Black Rose                                                                   | Single match                                            | n/a    |
| 6  | Joe Bravo & Noriega sconfiggono BJ & Shane The Glamour Boy                                    | Tag Team match                                          | n/a    |
| 7  | Madman Manson sconfigge Mr. X                                                                 | Single match                                            | n/a    |
| 8  | Rikochet sconfigge "Mr. San Juan" Tommy Diablo (c)                                            | Single match per il WWC Junior Heavyweight Championship | n/a    |
| 9  | AJ Castillo & El Cuervo sconfiggono Chris Joel & Steve Joel                                   | Tag team match                                          | n/a    |

17 luglio
| N. | Risultati                                                                | Stipulazione                                                   | Durata |
| -- | ------------------------------------------------------------------------ | -------------------------------------------------------------- | ------ |
| 1  | El Invader #1 vs "The Precious One" Gilbert termina in no-contest        | Single match                                                   | n/a    |
| 2  | Carlito (c) sconfigge Abyss                                              | Single match per il WWC Universal Heavyweight Championship     | n/a    |
| 3  | Thunder and Lightning vs Lynx & El Niche (c) termina in no-contest.      | Tag Team match per i WWC Tag Team Championship con due arbitri | n/a    |
| 4  | Chavo Guerrero Jr. sconfigge El Sensacional Carlitos (c) & Orlando Colon | Triple Threat match per il titolo Caribbean                    | n/a    |
| 5  | Shane The Glamour Boy sconfigge Noriega                                  | Hair vs. hair match                                            | n/a    |
| 6  | Black Rose sconfigge Sarita                                              | Single match                                                   | n/a    |
| 7  | Mad Man Manson vince il Championship Scramble                            | Money In The Bank elimination match                            | n/a    |
| 8  | Joe Bravo sconfigge BJ                                                   | Single match                                                   | n/a    |
| 9  | Mr. Big sconfigge Black Pain                                             | Single match                                                   | n/a    |

### 2012
Questo evento fu dedicato ai The Invaders, José Huertas González (1), Roberto Soto (2), Johnny Rivera (3) e Maelo Huertas (4). Si svolse al Coliseo Ruben Rodriguez di Bayamón.
| N. | Risultati | Stipulazione                                               | Durata |
| -- | --- | ---------------------------------------------------------- | ------ |
| 1  | Ray González & Carlito sconfiggono Thunder and Lightning                                                          | Mask vs Hair match con El Invader come arbitro speciale    | n/a    |
| 2  | Apolo sconfigge The Precious One Gilbert (c)                                                                      | Single match per il WWC Universal Heavyweight Championship | n/a    |
| 3  | "Los Arcangeles" (Tommy Diablo & Cuervo) (c) sconfiggono Diabolico & Angel                                        | Single match per il WWC Tag Team Championship              | n/a    |
| 4  | Primo & Epico sconfiggono Shelton Benjamin & John Morrison                                                        | Tag Team match                                             | n/a    |
| 5  | Romeo sconfigge Chris Joel                                                                                        | Single match                                               | n/a    |
| 6  | Melina sconfigge Velvet Sky                                                                                       | Single match                                               | n/a    |
| 7  | Chicky Starr, Xix Xavant, Jay Velez & Bolo The Red Bulldog sconfiggono Orlando Toledo, CK Clemente & The Patriots | El Nuevo Mando vs Starr Corporation                        | n/a    |
| 8  | Chris Angel sconfigge Davey Richards                                                                              | Single match                                               | n/a    |
| 9  | The Invaders sconfiggono Mr. X & Masked Man                                                                       | Tag Team match                                             | n/a    |

### 2013
L'evento fu dedicato a Pedro Morales.
| N. | Risultato                                                             | Stipulazione                                                   | Durata |
| -- | --------------------------------------------------------------------- | -------------------------------------------------------------- | ------ |
| 1  | Chris Angel (c) con José Chaparro sconfigge Apolo                     | Single match per il WWC Universal Heavyweight Championship     | n/a    |
| 2  | Rey Fenix sconfigge Super Fenix                                       | "Mask vs. mask" match con Orlando Toledo come arbitro speciale | n/a    |
| 3  | Chicano & Abbad (c) sconfiggono Thunder and Lightning & Sons of Samoa | Three Way Dance match per il WWC Tag Team Championship         | n/a    |
| 4  | Rikochet (c) sconfigge Tommy Diablo                                   | Single match per il WWC Junior Heavyweight Championship        | n/a    |
| 5  | Andy Leavine sconfigge Samson Walker                                  |                                                                | n/a    |
| 6  | Carlos Colon & Stacy Colon sconfiggono El Invader & La Tigresa        | Mixed Tag Team match                                           | n/a    |
| 7  | Savio Vega sconfigge El Bronco (c) per squalifica                     | Single match per il WWC Puerto Rico Heavyweight Championship   | n/a    |
| 8  | Sting sconfigge Carlito                                               | Singles match                                                  | n/a    |

### 2014
Questa edizione fu dedicata a Chicky Starr.
| N. | Risultati                                                                                                  | Stipulazione                                     | Durata |
| -- | --- | ------------------------------------------------ | ------ |
| 1  | Ray González sconfigge Hernandez con Ricardo Rodriguez                                                     | Singles match                                    | n/a    |
| 2  | Los Templarios (c) con Juan Manuel Ortega sconfiggono Los Matadores con El Torito                          | Tag team match per i WWC Tag Team Championship   | n/a    |
| 3  | Mighty Ursus (c) sconfigge Carlito Caribbean Cool                                                          | Single match per il WWC Universal Championship   | n/a    |
| 4  | Chicano sconfigge "The Precious One" Gilbert (c)                                                           | Single match per il WWC Puerto Rico Championship | n/a    |
| 5  | AJ, Ricochet, Angel Cotto & Xix Xavant sconfiggono David Montes, Samuel Adams, Bouncer Bob & Bouncer Bruno | 8 man tag team match                             | n/a    |
| 6  | Miguel Perez sconfigge Huracan Castillo per squalifica                                                     | Hardcore match                                   | n/a    |
| 7  | Mike Mendoza sconfigge Slash Venom                                                                         | Singles match                                    | n/a    |
| 8  | Pelayito Vazquez sconfigge Angel Fashion con Vanilla Vargas                                                | Singles match                                    | n/a    |
| 9  | Invader #1 vs El Bronco termina in doppia squalifica                                                       | Grudge match                                     | n/a    |

### 2015
L'edizione fu dedicata a Jose Miguel Perez Sr.
| N. | Risultati                                 | Stipulazione                                                                                      |
| -- | ----------------------------------------- | ------------------------------------------------------------------------------------------------- |
| 1  | Mr.450 Hammett (c) vs Carlito             | Single match per il WWC Universal Heavyweight Championship con Rey González come arbitro speciale |
| 2  | Tommy Dreamer vs Mighty Ursus             | Hardcore match                                                                                    |
| 3  | Chicano vs Apolo                          | Single match                                                                                      |
| 4  | La Revolucion (c) vs Sons of Samoa        | Tag team match per i WWC Tag Team Championship                                                    |
| 5  | Mike Mendoza vs Angel Fashion             | Lumberjack match                                                                                  |
| 6  | Joe Bravo vs Samson Walker                | Single match                                                                                      |
| 7  | Tommy Diablo vs Peter the Bad Romance (c) | Single match per il WWC Junior Heavyweight Championship                                           |

### 2016
L'evento fu dedicato alla memoria di Pierre Martel.
| N. | Risultati                                                                            | Stipulazione                                            |
| -- | ------------------------------------------------------------------------------------ | ------------------------------------------------------- |
| 1  | Jeff Hardy sconfigge Carlito (c)                                                     | TNA vs WWC                                              |
| 2  | Alberto el Patron sconfigge Ray Gonzalez                                             | "Jaula de la Muerte" match                              |
| 3  | Chicano (c) sconfigge Mr. 450                                                        | Single match per il WWC Puerto Rico Championship        |
| 4  | The Shining Stars sconfiggono La Revolucion                                          | Tag Team match                                          |
| 5  | Ray González Jr. sconfigge El Hijo de Dos Caras                                      | Single match                                            |
| 6  | Black Pain sconfigge Mighty Ursus                                                    | Single match                                            |
| 7  | Mike Mendoza sconfigge El Cuervo                                                     | Single match                                            |
| 8  | Thunder and Lightning sconfiggono El Diabolico & Peter the Bad Romance               | Tag Team match                                          |
| 9  | Angel Cotto sconfigge Jaycobs (c), Angel Fashion, Tommy Diablo, Engel e OT Fernandez | Battle royal per il WWC Junior Heavyweight Championship |

### 2018
| N. | Risultati                                                                 | Stipulazione                                          |
| -- | ------------------------------------------------------------------------- | ----------------------------------------------------- |
| 1  | Barreto sconfigge Dimes                                                   | Single match                                          |
| 2  | Xix Xavant sconfigge Peter the Bad Romance                                | Single match                                          |
| 3  | OT Fernandez y Jaycobs sconfiggono Khaos y Abbadon                        | Tag Team match                                        |
| 4  | Bellito (c) sconfigge Anarchy                                             | Single match per il WWC Television Championship       |
| 5  | Chicano sconfigge El Hijo de Dos Caras                                    | Single match                                          |
| 6  | La Revolución (c) sconfiggono The Precious One Gilbert & Ray González Jr. | Tag Team match per il WWC World Tag Team Championship |
| 7  | Thunder and Lightning sconfiggono The Briscoe Brothers                    | Tag team match                                        |
| 8  | The Mighty Ursus (c) sconfigge Primo Colòn                                | Single match per il WWC Universal Championship        |
| 9  | Alberto Del Rio sconfigge Ray González                                    | Single match                                          |
| 10 | Jack Swagger con Dutch Mantell sconfigge Carlito Caribbean Cool           | Single match                                          |

### 2019
Questa edizione fu dedicata a Dutch Mantell.
| N. | Risultati                                                                                   | Stipulazione                                                                     |
| -- | ------------------------------------------------------------------------------------------- | -------------------------------------------------------------------------------- |
| 1  | Zcion RT1 sconfigge La Violencia, Jovan, Crazy Louis, Riviero, Guevara & El Super Gladiador | "Bronca Boricua" match per il WWC Television Championship                        |
| 2  | El Gran Armando & El Wizard vs El Gigante Nihan & Juan Manuel Ortega                        | Tag team match                                                                   |
| 3  | Black Rose sconfigge Desi Derata                                                            | Single match                                                                     |
| 4  | Bellito Calderón sconfigge Pedro Portillo III                                               | Singles match per il WWC Puerto Rico Championship                                |
| 5  | Chicano defeats Xix Xavant                                                                  | Hardcore match                                                                   |
| 6  | La Revolución sconfiggono Doom Patrol, Clan Freedom & La Potencia                           | Elimination tag team match per i titoli WWC World Tag Team Championship          |
| 7  | Carlito sconfigge Eli Drake                                                                 | Single match                                                                     |
| 8  | Primo Colòn sconfigge Noriega                                                               | Single match                                                                     |
| 9  | Orlando Colón sconfigge The Precious One Gilbert                                            | Single match per il WWC Universal Championship con arbitro speciale Ray Gonzalez |

### 2022
WWC Aniversario 49 si svolse il 6 agosto 2022 dopo una pausa forzata di due anni a causa delle restrizioni dovute alla pandemia di COVID-19. Questa edizione fu dedicata a Huracan Castillo Jr.
| N. | Risultati                                                    | Stipulazione                                                    |
| -- | ------------------------------------------------------------ | --------------------------------------------------------------- |
| 1  | Androide 787 sconfigge Emil Roy, Jovan e Pablo Márquez       | Four-way match per il WWC World Junior Heavyweight Championship |
| 2  | El Gran Armando sconfigge Makabro                            | Single match                                                    |
| 3  | La Seguridad de Dynasty (c) sconfigge La Revolución          | Tag team match per il WWC World Tag team Championship           |
| 4  | Gigante Nihan (c) sconfigge Black Pain                       | Singles match per il WWC Puerto Rico Championship               |
| 5  | Ray Gonzalez sconfigge The Precious One Gilbert              | Single match                                                    |
| 6  | Luke Gallows sconfigge Damien Sandow                         | Single match                                                    |
| 7  | Huracan Castillo Jr. sconfigge Joe Bravo                     | Hardcore match                                                  |
| 8  | Mike Nice (c) sconfigge Bryan Idol                           | Single match per il WWC Television Championship                 |
| 9  | Intelecto 5 Estrellas sconfigge Primo Colon e Xix Xavant (c) | Triple Threat match per il WWC Universal Championship           |
| 10 | Carlito sconfigge Andrade El Idolo (con Ric Flair)           | Single match con arbitro speciale Ray Gonzalez                  |

### 2023
L'evento segnò il cinquantesimo anniversario della World Wrestling Council. Questa edizione fu dedicata a Carlos Colón, Victor Jovica, Gorilla Monsoon, Gil Hayes, Miguel Pérez, Huracan Castillo Sr., Joaquin Padín Jr., Rickin Sánchez e a tutti i fan portoricani.
| N. | Risultati                                                                          | Stipulazione                                                         |
| -- | ---------------------------------------------------------------------------------- | -------------------------------------------------------------------- |
| 1  | Jovan sconfigge Brandon e Diego Luna                                               | Triple Threat match per il WWC World Junior Heavyweight Championship |
| 2  | El Informante & Sr. Anthony sconfiggono Pulli & JC Jexx                            | Tag team match                                                       |
| 3  | Los Inmortales sconfiggono Makabro & Androide 787 e La Seguridad de El Nuevo Orden | 3 way tag team match                                                 |
| 4  | Amazona y Yaide sconfiggono Vanilla Vargas y Ashley D’Amboise                      | Women Tag team match                                                 |
| 5  | The Precious One Gilbert (c) sconfigge Nihan                                       | Single match per il WWC Caribbean Championship                       |
| 6  | Xavant sconfigge Slash Venom                                                       | Single match                                                         |
| 7  | Chicano vince la battle royal Abdullah the Butcher Cup                             | Battle royal                                                         |
| 8  | Mike Nice (c) sconfigge El Bronco #1                                               | Single match per il WWC Puerto Rico Championship                     |
| 9  | Intelecto 5 Estrellas (c) sconfigge Carlito                                        | Triple Threat match per il WWC Universal Championship                |
| 10 | Ray González sconfigge Eddie Colón                                                 | Single match con arbitri speciali Hugo Savinovich e El Profe         |
| 11 | Thunder & Lightning sconfiggono La Revolución                                      | Tag team match                                                       |
| 12 | Chicky Starr sconfigge Gallo The Producer                                          | Single match                                                         |

### 2024
WWC Aniversario 51 si svolse il 31 agosto 2024. L'evento si tenne presso il Coliseo Rubén Rodríguez di Bayamón. Questa edizione fu dedicata a Shane The Glamour Boy.
| N. | Risultati                                                                        | Stipulazione |
| -- | -------------------------------------------------------------------------------- | --- |
| 1  | Jovan sconfigge Diego Luna                                                       | Single match |
| 2  | Elena Negroni sconfigge Akire                                                    | Single match |
| 3  | Makabro sconfigge Brandon The Skater                                             | Single match |
| 4  | Julio Jimenez sconfigge Amadeo Sole                                              | Single match |
| 5  | El Informante #2 sconfigge JC Jexx                                               | Single match |
| 6  | Los Inmortales sconfigge La Seguridad                                            | Tag Team match |
| 7  | Mascarita Dorada & Beautiful Bobbie Jo sconfiggono Mini Charly Manson & Shytayla | Mini match |
| 8  | Stephanie Amalbert sconfigge Jazzy Yang e Amazona                                | Three Way Dance per il WWC Women's Championship                                                                         |
| 9  | Ryan Nemeth sconfigge Jimmy Wang Yang                                            | Single match |
| 10 | Joe Anthony sconfigge El Informante                                              | Single match per il WWC World Junior Heavyweight Championship                                                           |
| 11 | Eddie Colón sconfigge Ray González Jr.                                           | Hardcore match |
| 12 | Alberto Del Rio (c) sconfigge Nic Nemeth                                         | Single match per l'AAA Mega Championship                                                                                |
| 13 | Zcion RT1 sconfigge Mike Nice per squalifica                                     | Single match per il WWC Television Championship                                                                         |
| 14 | Mr. Big & Lightning sconfiggono Black Pain & Nihan (c)                           | Tag team match per il WWC Tag Team Championship                                                                         |
| 15 | Chicano sconfigge Tony Leyenda                                                   | Single match |
| 16 | Xavant sconfigge The Precious One Gilbert                                        | TLC Unification Match per il WWC Puerto Rico Championship e il WWC Caribbean Championship                               |
| 17 | Ray González sconfigge Intelecto 5 Estrellas (c)                                 | No disqualification match per il WWC Universal Heavyweight Championship con Shane The Glamour Boy come arbitro speciale |